# Швеция на летних Олимпийских играх 1932
Швеция принимала участие в Летних Олимпийских играх 1932 года в Лос-Анджелесе (США) и завоевала 23 медали, из которых 9 золотые, 5 серебряные и 9 бронзовые. Сборную страны представлял 81 спортсмен (78 мужчин, 3 женщины).

## Медалисты
| Медаль  | Спортсмен                                                          | Вид спорта            | Дисциплина                                 |
| ------- | ------------------------------------------------------------------ | --------------------- | ------------------------------------------ |
| Золото  | Бертиль Рённмарк                                                   | Стрельба              | Мужчины, малокалиберная винтовка, 50 м     |
| Золото  | Юхан Оксеншерна                                                    | Современное пятиборье | Мужчины, личное первенство                 |
| Золото  | Эрик Мальмберг                                                     | Борьба                | Мужчины, греко-римская борьба, до 66 кг    |
| Золото  | Ивар Юханссон                                                      | Борьба                | Мужчины, греко-римская борьба, до 72 кг    |
| Золото  | Рудольф Свенссон                                                   | Борьба                | Мужчины, греко-римская борьба, до 87 кг    |
| Золото  | Карл Вестергрен                                                    | Борьба                | Мужчины, греко-римская борьба, свыше 87 кг |
| Золото  | Ивар Юханссон                                                      | Борьба                | Мужчины, вольная борьба, до 79 кг          |
| Золото  | Юхан Рикхтофф                                                      | Борьба                | Мужчины, вольная борьба, свыше 87 кг       |
| Золото  | Торе Хольм Мартин Хиндорфф Олле Окерлунд Оке Бергквист             | Парусный спорт        | Класс «6 метров»                           |
| Серебро | Эрик Свенссон                                                      | Лёгкая атлетика       | Мужчины, тройной прыжок                    |
| Серебро | Туре Альквист                                                      | Бокс                  | Мужчины, до 61,2 кг                        |
| Серебро | Бо Линдман                                                         | Современное пятиборье | Мужчины, личное первенство                 |
| Серебро | Туре Шёстедт                                                       | Борьба                | Мужчины, вольная борьба, до 87 кг          |
| Серебро | Бертиль Сандстрём Томас Бюстрём Густаф Адольф Больтенстерн-младший | Конный спорт          | Выездка, командное первенство              |
| Бронза  | Аллан Карлссон                                                     | Бокс                  | Мужчины, до 57,2 кг                        |
| Бронза  | Аксель Кадиер                                                      | Борьба                | Мужчины, греко-римская борьба, до 79 кг    |
| Бронза  | Эйнар Карлссон                                                     | Борьба                | Мужчины, вольная борьба, до 61 кг          |
| Бронза  | Густаф Кларен                                                      | Борьба                | Мужчины, вольная борьба, до 66 кг          |
| Бронза  | Гуннар Астер Даниель Сунден-Куллберг                               | Парусный спорт        | Класс «Звёздный»                           |
| Бронза  | Кларенсе вон Росен-младший                                         | Конный спорт          | Конное троеборье, личное первенство        |
| Бронза  | Кларенсе вон Росен-младший                                         | Конный спорт          | Конкур, личное первенство                  |
| Бронза  | Бернхард Бритз                                                     | Велоспорт             | Мужчины, индивидуальная велогонка          |
| Бронза  | Бернхард Бритз Арне Берг Свен Хёглунд                              | Велоспорт             | Мужчины, командная велогонка               |